# NetWorker
NetWorker es un shell de Internet Explorer para el sistema operativo Microsoft Windows.

## Características
- Por defecto, NetWorker funciona como un shell de Internet Explorer utilizando el motor de renderizado Trident, pero instalando Mozilla ActiveX Control también permite utilizar Gecko. En este caso es posible tener activas dos pestañas que utilizen un motor de renderizado diferente cada una.
- Aunque funciona con una interfaz de múltiples documentos incluye soporte para navegación por pestañas.
- Bloqueo de ventanas emergentes, incluyendo la opción de crear una lista de URLs a bloquear.
- Aunque no incluye motores de búsqueda integrados, es posible crear atajos a páginas web para que de los términos escritos en la barra de direcciones uno se refiera a un buscador y que los demás a los términos a buscar.
- Es posible recuperar la última sesión de navegación (lista de páginas web activas del momento en que la aplicación concluyó).